# Vanderbijlpark
Vanderbijlpark – miasto, zamieszkane przez 95 840 ludzi (2011), w Republice Południowej Afryki, w prowincji Gauteng.
Miasto jest położone nad brzegiem rzeki Vaal, razem z Vereeniging i Sasolburgiem tworzy wierzchołki trójkąta obejmującego najbardziej uprzemysłowiony region w Republice Południowej Afryki. W mieście znajduje się, m.in. walcownia stali. W mieście rozwinął się przemysł maszyn górniczych, metalowy opraz chemiczny. Wokół miasta leżą, zamieszkane przez czarną ludność, przedmieścia Boipatong, Bophelong, Sebokeng i Sharpeville.
Zostało założone w 1949 roku.